# Dinamit
1. Diatomejska zemlja (ili bilo koja druga vrsta upijajućeg materijala) natopljena nitroglicerinom.
2. Zaštitni premaz koji okružuje eksplozivni materijal.
3. Kapa za miniranje.
4. Električni kabl (ili osigurač) povezan sa poklopcem za peskarenje.

Dinamit je vrsta eksploziva napravljen od nitroglicerina i sorbenata (kao što su školjke u prahu ili gline) i stabilizatora. Prvi čovek koji je napravio kontrolisani dinamit bio je Švedski hemičar i inženjer Alfred Nobel u Geesthahtu, severna Nemačka 1866. Patentirao ga je 14. jula 1867. Brzo je dobio široku upotrebu kao robusnija alternativa tradicionalnom eksplozivu crnog baruta. Omogućava korišćenje povoljnih eksplozivnih svojstava nitroglicerina dok u velikoj meri smanjuje rizik od slučajne detonacije. Najčešće izgleda kao štap dugačak oko 30-ak centimetara, čiji je prečnik baze oko 5 centimetara. Dinamit se smatra visoko eksplozivnim. Najpre se koristio u rudarstvu, da bi kasnije, primenu dobio i u ratu.
Dinamit (grč. sila, snaga) naziv je za vrlo snažan brizantni eksploziv, koji se već u 19. veku proizvodio na bazi glicerol-trinitrata, poznatijeg pod starim nazivom nitroglicerin.
Alfred Nobel je utvrdio 1867. godine da infuzorijska zemlja adsorbuje glicerol-trinitrat i gradi s njim plastičan i manje osetljiv eksploziv, koga je nazvao dinamit.
Prve vrste dinamita sadržale su 75% glicerol-trinitrata, 24,5% infuzorijske zemlje i 0,5% sode. Bio je to takozvani gurdinamit, u kome je infuzorijska zemlja bila neaktivna baza sa svrhom slabljenja detonacije. Posle se uglavnom proizvodio dinamit s aktivnom bazom, u obliku mešavine glicerol-trinitrata i šalitre, drvene piljevine, prašine kamenog uglja itd. Smese, masne i higroskopne, bile su izolovane slojem voska ili plastike. Nobel je takođe otkrio da kolodijumski pamuk (nitrirana celuloza s 11 do 12% azota) s glicerol-trinitratom daje želatinastu smesu, tzv. praskavi želatin (ondašnji želatinski dinamit). Dinamit korišten u rudarstvu sadržavao je natrijum hlorid, u svrhe smanjenja temperature detonacije i povećanja njene snage.
Danas se umesto glicerol-trinitrata za pripremu dinamita koristi amonijum nitrat u želatinskoj masi od celuloznog nitrata i glikol-dinitrata. Taj eksploziv je nazvan amonijumski dinamit, otporan je na vlagu, pouzdaniji, sigurniji, snažniji i jeftiniji.

## Istorija
Dinamit je izumeo švedski hemičar i inženjer Alfred Nobel tokom 1860-ih i bio je prvi bezbedno upravljivi eksploziv jači od crnog baruta.
Otac Alfreda Nobela, Imanuel Nobel, bio je industrijalac, inženjer i pronalazač. On je u Stokholmu je gradio mostove i zgrade, i osnovao prvu fabriku gume u Švedskoj. Njegovi građevinski radovi inspirisali su ga da istražuje nove metode miniranja kamena koje su bile efikasnije od crnog baruta. Posle nekih loših poslovnih aranžmana u Švedskoj, 1838. godine Imanuel je preselio svoju porodicu u Sankt Peterburg, gde su Alfred i njegova braća školovani privatno pod nadzorom švedskih i ruskih učitelja. Sa 17 godina, Alfred je poslat u inostranstvo na dve godine; u Sjedinjenim Državama je upoznao švedskog inženjera Džona Eriksona, a u Francuskoj je studirao kod čuvenog hemičara Teofila-Žula Peluza i njegovog učenika Askanija Sobrera, koji su prvi sintetizovali nitroglicerin 1847. U Francuskoj je Nobel naišao na nitroglicerin, za koji je Peluz upozorio da se ne koristi kao komercijalni eksploziv zbog svoje velike osetljivosti na udar i trenje.
Godine 1857, Nobel je prijavio prvi od nekoliko stotina patenata, koji se uglavnom odnose na merače vazdušnog pritiska, gasa i tečnosti, ali je ostao fasciniran potencijalom nitroglicerina kao eksploziva. Nobel je zajedno sa ocem i bratom Emilom eksperimentisao sa raznim kombinacijama nitroglicerina i crnog baruta. Nobel je osmislio rešenje kako da bezbedno detonira nitroglicerin tako što je izumeo detonator, ili kapicu za eksploziju, koja je omogućila kontrolisanu eksploziju pokrenutu sa udaljenosti pomoću fitilja. Godine 1863, Nobel je izveo svoju prvu uspešnu detonaciju čistog nitroglicerina, koristeći bakarni taban na kapisli i živin fulminat. Godine 1864, Alfred Nobel je prijavio patente i za taban na kapisli i za svoju metodu sinteze nitroglicerina, koristeći sumpornu kiselinu, azotnu kiselinu i glicerin. Dana 3. septembra 1864, dok su eksperimentisali sa nitroglicerinom, Emil i nekoliko drugih su poginuli u eksploziji u fabrici na imanju Imanuela Nobela u Heleneborgu. Nakon toga, Alfred je osnovao kompaniju Nitroglicerin Aktiebolaget u Vintervikenu da bi nastavio rad u izolovanom području i sledeće godine se preselio u Nemačku, gde je osnovao drugu kompaniju, Dinamit Nobel.
Uprkos pronalasku detonatora, nestabilnost nitroglicerina ga je učinila beskorisnim kao komercijalni eksploziv. Da bi rešio ovaj problem, Nobel je pokušao da ga kombinuje sa drugom supstancom koja bi ga učinila bezbednim za transport i rukovanje, ali ne bi smanjila njegovu efikasnost kao eksploziva. Pokušao je sa kombinacijom cementa, uglja i piljevine, ali nije uspeo. Konačno, probao je dijatomejsku zemlju, fosilizovane alge, koju je doneo iz reke Elbe u blizini svoje fabrike u Hamburgu, koja je uspešno stabilizovala nitroglicerin u prenosivi eksploziv.
Nobel je dobio patente za svoje izume u Engleskoj 7. maja 1867. i u Švedskoj 19. oktobra 1867. godine. Nakon uvođenja, dinamit je brzo dobio široku upotrebu kao bezbedna alternativa crnom barutu i nitroglicerinu. Nobel je strogo kontrolisao patente, i nelicencirane kompanije koje su koristile njegove izume brzo su zatvorene. Nekoliko američkih biznismena je zaobišlo patent koristeći druge upijajuće materije različite od dijatomejske zemlje, kao što je smola.
Nobel je prvobitno prodavao dinamit kao „Nobelov eksplozivni prah“, ali je odlučio da promeni ime u dinamit, iz starogrčke reči dýnamis (δύναμις), što znači „snaga“.

## Proizvodnja

### Forma
Dinamit se obično prodaje u obliku kartonskih cilindara dužine oko 200 mm (8 in)) i oko 32 mm (1 1⁄4 in) u prečniku, sa težinom od oko 190 g (1⁄2 troy pound). Tako proizveden štap dinamita sadrži otprilike 1 MJ (megadžul) energije. Postoje i druge veličine, rangirane po porcijama (četvrtina štapa ili poluštap) ili po težini.
Dinamit se obično ocenjuje po "težini" (količina nitroglicerina koju sadrži), obično od 20% do 60%. Na primer, 40% dinamita se sastoji od 40% nitroglicerina i 60% "dope" (upijajući medijum za skladištenje pomešan sa stabilizatorom i bilo kojim aditivima).

### Razmatranja o skladištenju
Maksimalni rok trajanja dinamita na bazi nitroglicerina preporučuje se da je godinu dana od datuma proizvodnje pod dobrim uslovima skladištenja.
Vremenom, bez obzira na korišćeni sorbent, štapići dinamita će se "znojiti" (vlažiti), nitroglicerin, koji se zatim može nakupiti na dnu kutije ili skladišnog prostora. Iz tog razloga, priručnici za eksplozive preporučuju redovno obnavljanje kutija dinamita u skladištu. Kristali će se formirati na spoljašnjoj strani štapića, što će učiniti da budu još osetljiviji na udarce, trenje i temperaturu. Stoga, dok je rizik od eksplozije bez upotrebe kapice za miniranje minimalan za svež dinamit, stari dinamit je opasan. Moderno pakovanje pomaže da se ovo eliminiše stavljanjem dinamita u zapečaćene plastične kese i korišćenje voska obloženog kartonom.
Dinamit je umereno osetljiv na udar. Testovi otpornosti na udar se obično izvode čekićem: oko 100 mg (0,00022 lb) eksploziva se stavlja na nakovanj, na koji se s različitih visina spušta težina između 0,5—10 kg (1,1—22,0 lb) dok se ne postigne detonacija. Čekićem od 2 kg (4,4 lb) detonira živin fulminat sa razmaka pada od 1—2 cm (0,033—0,066 ft), nitroglicerin sa 4—5 cm (0,13—0,16 ft), dinamit sa 15—30 cm (0,49—0,98 ft), a amonijačni eksploziv sa 40—50 cm (1,3—1,6 ft).

### Glavni proizvođači

#### Južna Afrika
Nekoliko decenija, počevši od 1940-ih, najveći proizvođač dinamita na svetu bila je Južnoafrička unija. Tamo je kompanija De Birs osnovala fabriku 1902. godine u Somerset Vestu. Fabrikom eksploziva je kasnije upravljala AECI  (Afrička industrija eksploziva i hemijske industrije). Potražnja za proizvodom dolazila je uglavnom iz ogromnih rudnika zlata u zemlji, sa središtem u Vitvatersrandu. Fabrika u Somerset Vestu počela je sa radom 1903. i do 1907. je već proizvodila 340.000 kutija, po 23 kg (50 lb) svaka godišnje. Suparnička fabrika u Moderfontejnu proizvodila je još 200.000 kutija godišnje.
Dogodile su se dve velike eksplozije u fabrici Somerset Vest tokom 1960-ih. Neki radnici su stradali, ali je gubitak života bio ograničen modularnim dizajnom fabrike i zemljanih radova, kao i sadnjom drveća koje je usmeravalo eksplozije prema gore. Bilo je još nekoliko eksplozija u fabrici Moderfontejn. Posle 1985. godine, pritisak sindikata primorao je AECI da postepeno ukine proizvodnju dinamita. Fabrika je zatim nastavila sa proizvodnjom eksploziva na bazi emulzije amonijum nitrata koji su bezbedniji za proizvodnju i rukovanje.

#### Sjedinjene Države
Dinamit je prvi put proizveden u SAD od strane kompanije Džajant Pouder iz San Franciska, Kalifornija, čiji je osnivač dobio ekskluzivna prava od Nobela 1867. Džajant je na kraju kupio DuPont, koji je proizvodio dinamit pod imenom Džajant, sve dok ga nije raspustio DuPont 1905. godine. Nakon toga, DuPont je proizvodio dinamit pod svojim imenom sve do 1911-12, kada je njegov monopol na eksplozive razbio Okružni sud SAD u „Slučaju praha“. Nakon raspada formirane su dve nove kompanije, Hercules Powder Company i Atlas Powder Company, koje su preuzele proizvodnju dinamita (u različitim formulacijama).
Trenutno samo Dino Nobel proizvodi dinamit u SAD. Jedini pogon koji ga proizvodi nalazi se u Kartagini, u državi Misuri ali materijal kupuju od Dino Nobela drugi proizvođači koji stavljaju svoje etikete na dinamit i kutije.

## Korišćenje
Glavne oblasti upotrebe dinamita bile su građevinarstvo, rudarstvo i rušenje. Tokom industrijalizacije, postojala je snažna potreba za snažnim eksplozivima za rudarstvo i izgradnju tunela. Međutim, novi eksplozivi i nove tehnike postepeno su zamenile dinamit. Decenijama nije komercijalizovan.
Dinamit je korišćen u oružanim sukobima.
Specijalisti već dugo koriste dinamit za čišćenje kanala i ventilacionih otvora u koje ljudi ne prodiru. Postepeno, praksa se okrenula ka eksplozivima zanimljivijim tačkama pojavljivanja/volumena snage.

## Kriminalna upotreba dinamita
Dinamit su cenili i kriminalci i terorističke organizacije. Pokušaj da se mozelski čamac digne u vazduh na moru kako bi američki mornar Vilijam King-Tomasen, bivši eksplozivni saboter vojske Konfederacije, završio se neuspehom kada je 11. decembra 1875. napravljeni dinamit sa satnim mehanizmom eksplodirao prilikom utovara na brod, ubivši oko 80 ljudi. Između marta 1883. i januara 1885. u Londonu je bilo 13 eksplozija dinamita koje su organizovale ekstremističke pristalice irske samouprave iz organizacije Clan-at-Gail, uključujući eksploziju u zgradi Skotland Jarda i pokušaj podrivanja Londonskog mosta. Ruska revolucionarna partija Narodna volja „aktivno se bavila proizvodnjom dinamita za terorističke akte. U Evropi su dinamit u istu svrhu koristili radikalni anarhisti. Kao što je August Spies, urednik anarhističkih novina u Čikagu, rekao 1886. godine, „Funta dinamita vredi bušel metaka“.

## Razlika od TNT-a
Česta je zabuna da su TNT i dinamit ista stvar, ili da dinamit sadrži TNT, iako vojni dinamit ne sadrži TNT. Iako su oboje visoko eksplozivni, nema sličnosti između njih. Dok je dinamit upijajuća mešavina natopljena nitoroglicerinom, a zatim sabijena u cilindrični oblik u uvijena u papir, TNT je specifično hemijsko jedinjenje nazvano 2,4,6-trinitrotulen.
Štap dinamita sadrži približno 2,1 MJ energije. Gustina energije (Džul po kilogramu ili J/kg) dinamita je oko 7,5 MJ/kg u odnosu na 4,7 MJ/kg TNT-a.

## Eksplozivi koji se greškom mešaju sa dinamitom
Drugi eksplozivi se često pominju ili brkaju sa dinamitom:

### TNT
Za trinitrotoluen (TNT) se često pretpostavlja da je isti (ili se meša sa) dinamitom, uglavnom zbog sveprisutnosti oba eksploziva tokom 20. veka. Ovu pogrešnu vezu između TNT-a i dinamita poboljšali su crtani filmovi Bugs Bunni-a u kojima su animatori svaku vrstu crtane bombe (od štapića dinamita do bureta crnog baruta) označili kao „TNT“ jer je akronim bio kraći i pamtljiviji i nije zahtevao pismenost i znanje oko toga. Prepoznati "TNT" značilo je "bomba".
Osim što su oboje visoki eksplozivi, TNT i dinamit imaju malo toga zajedničkog. TNT je eksploziv druge generacije koji je usvojila vojska, dok dinamit, za razliku od njih, nikada nije bio popularan u ratovanju jer se brzo degeneriše u teškim uslovima i može da detonira ili vatrom ili metkom. Nemačke oružane snage usvojile su TNT kao punjenje za artiljerijske granate 1902. godine, nekih 40 godina nakon pronalaska dinamita, koji je prva generacija flegmatizovanog eksploziva prvenstveno namenjenog civilnim zemljanim radovima. TNT nikada nije bio popularan ili rasprostranjen u civilnim zemljanim radovima, jer je znatno skuplji i manje moćan po težini od dinamita, kao i da se sporije meša i pakuje u bušotine. Primarna prednost TNT-a je njegova izuzetna neosetljivost i stabilnost: vodootporan je i nesposoban da detonira bez ekstremnog udara i toplote koje pruža detonatorska kapisla za eksploziju; ova stabilnost takođe omogućava da se topi na 81 °C (178 °F), sipa u visokoeksplozivne granate i dozvoli da se ponovo očvrsne, bez dodatne opasnosti ili promene u karakteristikama TNT-a. Shodno tome, više od 90% TNT-a proizvedenog u Americi je uvek bilo za vojno tržište, a većina TNT-a se koristila za punjenje granata, ručnih bombi i vazdušnih bombi, a ostatak se pakuje u braon "cigle" (ne crvene cilindre) za upotrebu kao punjenja za rušenje od strane borbenih inženjera.

### "Ekstra" dinamit
U Sjedinjenim Državama, 1885. godine, hemičar Rasel S. Peniman izumeo je „amonijum dinamit“, oblik eksploziva koji je koristio amonijum nitrat kao zamenu za skuplji nitroglicerin. Amonijum nitrat ima samo 85% hemijske energije nitroglicerina.
Ocenjuje se ili "težinom" (količina amonijum nitrata u medijumu) ili "snagom kertridža" (potencijalna eksplozivna snaga koju stvara količina eksploziva određene gustine i veličine zrna koja se koristi u poređenju sa stvorenom eksplozivnom snagom ekvivalentnom gustinom i veličinom zrna standardnog eksploziva). Na primer, visokoeksplozivni 65% Ektra dinamit ima težinu od 65% amonijum nitrata i 35% "dope" (upijajući medijum pomešan sa stabilizatorima i aditivima). Njegova „snaga kertridža“ bi bila njegova težina u funtama puta jačina u odnosu na jednaku količinu ANFO (civilni osnovni standard) ili TNT (vojni osnovni standard). Na primer, 65% amonijum dinamita sa 20% jačine kertridža bi značilo da je štap jednak snazi ekvivalentne težine od 20% ANFO.

### "Vojni dinamit"
"Vojni dinamit" je zamena za dinamit, formulisana bez nitroglicerina. Sadrži 75% RDX, 15% TNT, 5% SAE 10% motornog ulja i 5% kukuruznog skroba, ali je mnogo sigurniji za skladištenje i rukovanje tokom dužeg perioda od Nobelovog dinamita. Vojni dinamit zamenjuje mnogo stabilnije hemikalije za nitroglicerin.

## Prednosti i mane dinamita
Dinamiti su bili prvi mešani visoki eksplozivi koji su se široko koristili u rudarstvu i odigrali su značajnu ulogu u razvoju eksploziva. Dinamiti su nadmašili raniji glavni eksploziv - crni barut - u skoro svim aspektima: po jačini eksplozije i koncentraciji energije (toplota eksplozije dinamita je 7100-10 700 MJ / m³), u vodootpornosti i plastičnosti, u bezbednosti u rukovanju. Ove prednosti učinile su upotrebu dinamita posebno efikasnom za jednu od glavnih metoda miniranja u to vreme – metod miniranja sa ručnim punjenjem rupa. Uopšteno govoreći, uvođenje dinamita značajno je pojednostavilo tehnologiju miniranja, omogućavajući prelazak sa komornog punjenja i punjenja sa malim rupama na bušotinu. 
Uz prednosti, dinamiti imaju i nedostatke. Veoma su osetljivi na mehanička opterećenja i stoga opasni za rukovanje, posebno smrznutim i poluodmrznutim dinamitima – što zahteva dobro zagrejana skladišta za skladištenje dinamita: na primer, dinamiti koji koriste čisti nitroglicerin smrzavaju se na temperaturi od 10—12 °C (50—54 °F) i izgube plastičnost, da bi se snizila tačka smrzavanja, dinamitima se dodaju i drugi nitroestri, na primer, nitroglikol. Negativni kvaliteti želatina-dinamita (pogledajte Vrste i proizvodnja dinamita) su starenje (delimični gubitak detonacije tokom skladištenja, iako mnogo manje izražen od ostalih dinamita) i smrzavanje na temperaturama ispod −20 °C (−4 °F). Uobičajena opasnost zbog mehaničke osetljivosti bila je mogućnost detonacije ostataka rupa tokom naknadnog bušenja dna. Još jedan istorijski nedostatak dinamita bio je izlučivanje nitroglicerina - ispuštanje na površinu dinamita, "znojenje" nitroglicerina - koji pri kontaktu izaziva produženu glavobolju, a takođe je eksplozivniji od samog dinamita (slični problemi su postojali i kod eksplozivnih želea). 
U pogledu ekonomske efikasnosti proizvodnje, dinamiti su znatno inferiorniji u odnosu na modernije industrijske eksplozive na bazi amonijum nitrata. Još jedan faktor koji otežava njihovu upotrebu je njihova loša pogodnost zbog visoke osetljivosti i oblika oslobađanja (patrone prečnika 20–40 mm) za upotrebu u automatskim sistemima za ubacivanje eksploziva u rupe, iako su slični pokušaji zasnovani na pneumatskim sistemima vršeni u Švedskoj.

## Regulativa
Različite zemlje širom sveta donele su zakone o eksplozivima i zahtevaju licence za proizvodnju, distribuciju, skladištenje, upotrebu i posedovanje eksploziva ili sastojaka.

## Literatura
- Cartwright, A. P (1964). The Dynamite Company: The Story of African Explosives and Chemical Industries Limited. Cape Town: Purnell & Sons.(S.A.) (Pty) Ltd.
- Larabee, Ann (2015). The Wrong Hands: Popular Weapons Manuals and Their Historic Challenges to a Democratic Society. New York: Oxford University Press. стр. 38—39. ISBN 978-0-19-020117-3. OCLC 927145132.
- Schück, H. and Sohlman, R (1929). The Life of Alfred Nobel. London: William Heinemann Ltd.
- Explosives and Demolitions. FM 5–250; U.S. Department of the Army; 274 pp.; 1992.
- Military Explosives. TM 9-1300-214; U.S. Department of the Army; 355 pp.; 1984.
- Explosives and Blasting Procedures Manual.; U.S. Department of Interior; 128 pp.; 1982.
- Safety and Performance Tests for Qualification of Explosives; Commander, Naval Ordnance Systems Command; NAVORD OD 44811. Washington, DC: GPO, 1972.
- Weapons Systems Fundamentals; Commander, Naval Ordnance Systems Command. NAVORD OP 3000, vol. 2, 1st rev. Washington, DC: GPO, 1971.
- Elements of Armament Engineering – Part One; Army Research Office. Washington, D.C.: U.S. Army Materiel Command, 1964.
- Hazardous Materials Transportation Plaecards; USDOT.
- Safety in the Handling and Use of Explosives. SLP 17; Institute of Makers of Explosives; 66 pp.; 1932 / 1935 / 1940.
- History of the Explosives Industry in America; Institute of Makers of Explosives; 37 pp.; 1927.
- Clearing Land of Stumps.; Institute of Makers of Explosives; 92 pp.; 1917.
- The Use of Explosives for Agricultural and Other Purposes.; Institute of Makers of Explosives; 190 pp.; 1917.
- The Use of Explosives in making Ditches.; Institute of Makers of Explosives; 80 pp.; 1917.
- Farmers' Hand Book of Explosives; duPont; 113 pp.; 1920.
- A Short Account of Explosives.; Arthur Marshall; 119 pp.; 1917.
- Historical Papers on Modern Explosives.; George MacDonald; 216 pp.; 1912.
- The Rise and Progress of the British Explosives Industry.; International Congress of Pure and Applied Chemistry; 450 pp.; 1909.
- Explosives and their Power.; M. Berthelot; 592 pp.; 1892.
- McSherry, Patrick. „The Sims-Dudley Dynamite Gun”. The Spanish–American War Centennial Website. Patrick McSherry. Приступљено 2006-06-09.
- Hansen, David M. "Zalinski's Dynamite Gun." Technology and Culture, 25 Apr 1984

## Spoljašnje veze
- Alfred Nobel’s dynamite companies
- Oregon State Police – Arson and Explosives Section (Handling instructions and photos)
- U.S. Patent 78.317
- U.S. Patent RE2.538 Improved process of producing an explosive compound
- Dynamite and TNT at The Periodic Table of Videos (University of Nottingham)